# چاماش
چاماش (به ترکی استانبولی: Çamaş) شهری است در کشور ترکیه که در استان اردو واقع شده‌است. جمعیت این شهر بر اساس سرشماری سال ۲۰۰۸ میلادی ۹٬۶۹۹ نفر و بر اساس برآوردهای سال ۲۰۰۹ میلادی ۱۰٬۳۸۳ نفر می‌باشد.